# Карр, Эмили
Эмили Карр (13 декабря 1871, Виктория — 2 марта 1945, там же) — канадская художница и писательница. Более всего известна своими картинами быта индейцев западного побережья Канады и местных пейзажей.
Эмили Карр родилась в 1871 году в Виктории. После смерти родителей в 1890 году переехала в Сан-Франциско, США, где начала изучать искусство. В 1899 году отправилась в Англию, где продолжила учёбу в Вестминстерской школе искусств в Лондоне и различных школах в Корнуолле, Буше, Хартфордшире, Сан-Франциско. В 1910 году изучала искусство в Академии Коларосси в Париже. Затем вернулась в Британскую Колумбию. Некоторое художественное образование получила в Ванкувере.
Писала в основном виды природы родной страны и картины по мотивам канадской индейской культуры. Получила известность в 1927 году, когда её работа была выставлена в Национальной галерее Канады, — до этого на её творчество почти не обращали внимания. Тогда же познакомилась с участниками ведущего сообщества художников англоязычной Канады — «Группы семи». В 1929 году написала знаковую картину «Индейская церковь». Лоурен Харрис, член «Группы семи» приобрёл картину и выставил полотно у себя в столовой; он считал эту картину лучшим произведением Эмили Карр. 
Как художница не была коммерчески успешной, поэтому впоследствии обратилась к литературе и написала шесть автобиографических книг с элементами сатиры (в том числе «The Book of Small», 1941). Большая часть её полотен представляет собой художественные зарисовки истории и культуры индейских племён канадского тихоокеанского побережья. Она путешествовала по проливам и фьордам острова Ванкувер и в направлении Хайда Гуаи, создавая наброски и картины маслом старых индейских деревень и жизни их обитателей. Особый интерес у художницы вызывали индейские тотемы.
Коллекция её работ на постоянной основе экспонируется в Художественной галерее Ванкувера и в Провинциальном музее Виктории. Одна из главных художественных школ в Ванкувере названа в её честь.